# Пулковиці
Пулковиці (пол. Pułkowice, нім. Pulkowitz) — село в Польщі, у гміні Риєво Квідзинського повіту Поморського воєводства.
Населення — 66 осіб (2011).
У 1975-1998 роках село належало до Ельблонзького воєводства.

## Демографія
Демографічна структура станом на 31 березня 2011 року:
|          | Загалом | Допрацездатний вік | Працездатний вік | Постпрацездатний вік |
| -------- | ------- | ------------------ | ---------------- | -------------------- |
| Чоловіки | 36      | 10                 | 20               | 6                    |
| Жінки    | 30      | 5                  | 16               | 9                    |
| Разом    | 66      | 15                 | 36               | 15                   |